# Birdland (composition)
Pour les articles homonymes, voir Birdland.
Birdland est une composition instrumentale de Joe Zawinul, claviériste du groupe américain de jazz fusion Weather Report, qui a été jouée pour la première fois sur l'album Heavy Weather en 1977.
Ce morceau de jazz fusion rencontre un succès commercial inhabituel, et devient un standard de jazz.

## À propos du morceau
Le nom du morceau vient de celui du club de jazz de New York le Birdland, dans la 52e rue ; qui vient lui-même du surnom « Bird » (l'oiseau) donné au saxophoniste de jazz Charlie Parker. Ce morceau est un hommage à Charlie Parker et aussi au club que Joe Zawinul a beaucoup fréquenté alors qu'il était un jeune musicien (et où il a rencontré sa future femme).
L'album Heavy Weather, sur lequel figure le morceau, est certifié disque d'or, et Birdland devient un standard de jazz.

## Analyse
Le morceau débute par un motif de trois notes, jouées au synthétiseur. Une première mélodie A est bâtie autour de la blue note, pendant que le riff initial se poursuit. La section suivante B est une sorte de fanfare qui fait office de moment de suspension. La section C est une courte mélodie jouée quatre fois à l'unisson au piano et au synthé. Un quatrième élément D se mêle à la mélodie C, avant un passage plus improvisé.
Vient alors un premier refrain, basé sur un arpège de sol majeur.
Un motif de basse au synthétiseur introduit le solo de saxophone. Viennent ensuite les sections A, B puis C, et une reprise du refrain, agrémenté de claquements de mains.
Le morceau se termine sur le refrain en boucle, sur lequel Zawinul fait un solo.

## Différentes versions

### Version originale deWeather Report

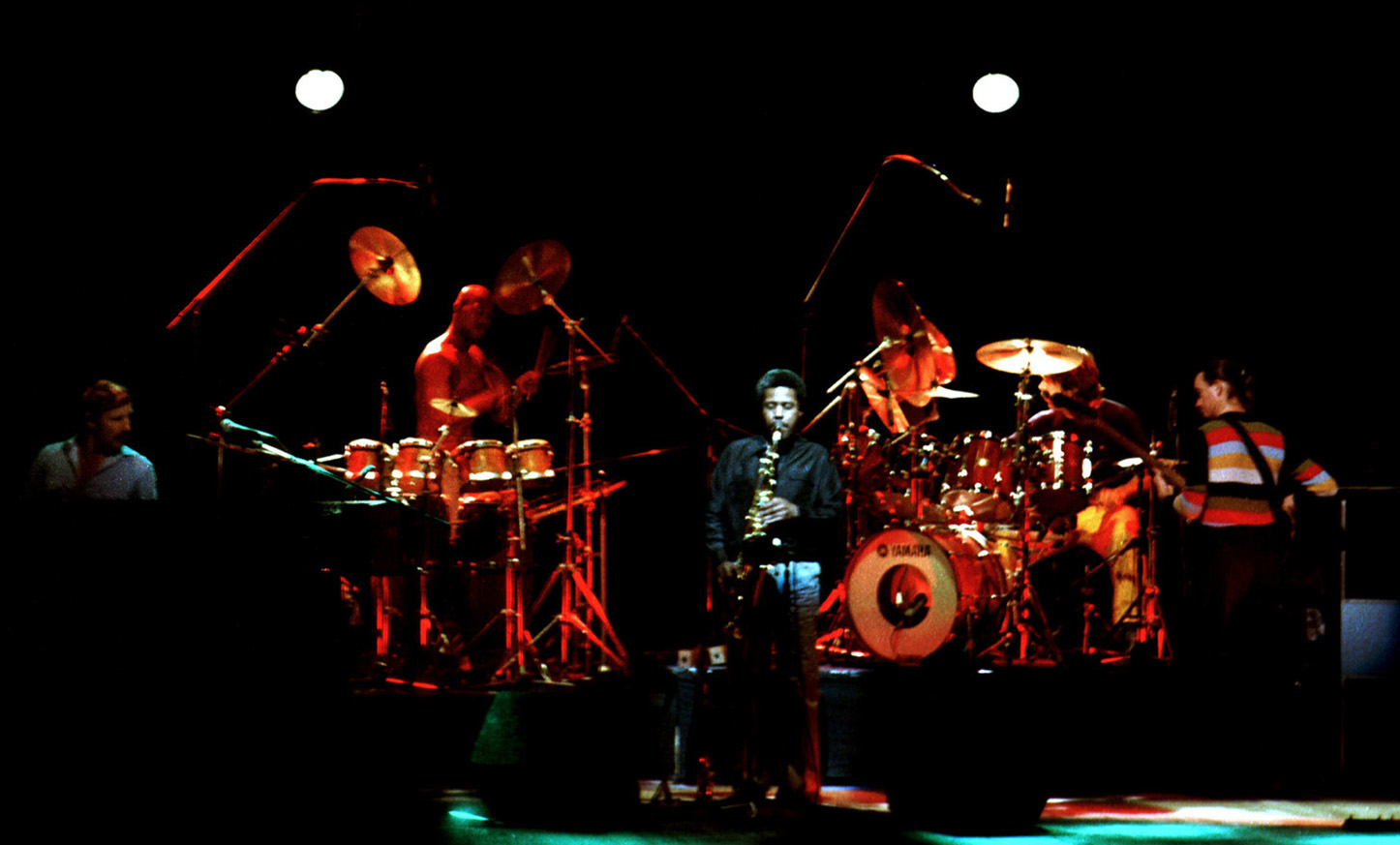
Weather Report au concert en 1981.

La première version de Birdland est jouée par le groupe Weather Report, alors composé de Wayne Shorter au saxophone, Joe Zawinul, le compositeur du morceau, aux claviers, Jaco Pastorius à la basse, Alex Acuña à la batterie et Manolo Badrena aux percussions.
La version originale est facile à reconnaître, grâce à son introduction en harmoniques artificielles jouée par le bassiste Jaco Pastorius.
En 2010, la version originale de Weather Report reçoit le Grammy Hall of Fame Award.
En 2018 et 2019, la pièce figure dans la liste des œuvres étudiées au sein de l'option musique du baccalauréat.

### Autres versions
Birdland entre dans le répertoire de beaucoup de groupes, notamment Buddy Rich, le grand orchestre de Maynard Ferguson et The Manhattan Transfer, qui a enregistré une version vocale sur des paroles de Jon Hendricks. Cette version connut un tel succès qu'elle est devenue « l'indicatif musical » du groupe vocal The Manhattan Transfer.
En 1989 Quincy Jones réunit une pléiade de musiciens jazz dont Ella Fitzgerald, Sarah Vaughan, Miles Davis, Dizzy Gillespie, George Benson, etc. sur son album Back on the Block. Il enregistre une nouvelle version du morceau, avec une autre instrumentation, plus de percussions et un son de synthétiseur plus clair. Il ajoute également plusieurs motifs, et des moments de solo.
En 2000, l' Ensemble Hyperion, spécialisé dans le tango, en donne une version avec un orchestre acoustique (flûte traversière, hautbois, violon, alto, violoncelle et contrebasse).
La pièce Birdland a été reprise par Phil Collins sur le disque 4 du coffret de 4 CD Plays Well With Others et interprétée par Phil avec le big band de Buddy Rich.
Le morceau Tim-Pop con Birdland de Los Van Van sorti en 2002 sur l'album live En el malecon de La Habana reprend une partie d'un riff de Birdland (le reste du morceau étant composé par Juan Formell).